# Kate Allen
Pour les articles homonymes, voir Allen.

Kate Allen née le 25 avril 1970 à Geelong, Australie est une triathlète autrichienne d'origine australienne, médaillée d'or aux Jeux olympiques d'Athènes de 2004.

## Biographie
Kate Allen a grandi sur un élevage de moutons de 1000 hectares avec ses trois frères à Teesdale dans le sud-est de l'Australie. Très jeune, ses parents l'encouragent à courir. Elle rejoint fréquemment son école distante de 3 km à son domicile en courant. Elle remporte de nombreuses courses régionales sur la distance de 1 500 m et des courses de cross-country. Elle a également pratiqué la gymnastique. Allen est diplômée de l'Université de Ballarat comme infirmière à 20 ans.  
Elle a ensuite voyagé à l'étranger. Lors d'un de ses voyages, elle a rencontré Marcel Diechtler à Kitzbühel, qu'elle a épousé en 1999, il était triathlète de l'équipe d'Autriche. Diechtler l'a encouragée à faire du triathlon, à partir de 1996, il devient également à partir de cette date son entraîneur. Elle prend la citoyenneté autrichienne en 2002 et commence la compétition en coupe du monde, où elle prend la 2e place à l'étape de Hambourg en Allemagne. La même année, elle gagne l'argent aux championnats d'Europe à Valence en Espagne.
Seulement huit ans après ses premiers pas en triathlon, Kate Allen remporte les Jeux olympiques d'Athènes en 2004 à l'âge de 34 ans.
Elle sort de l'eau en 44e place, remonte à la 28e place à vélo, pour remonter une à une les 27 candidates la précédant et gagner finalement dans les 150 derniers mètres devant Loretta Harrop.
Elle est aussi une triathlète de premier rang international sur Ironman, sa meilleure performance effectué en 2003 est de 8 h 54 min 01 s, ce qui reste son temps de référence. 
En 2008, aux derniers Jeux olympiques de Pékin, de retour de blessure, elle se place 14e.

## Palmarès
Le tableau présente les résultats les plus significatifs (podium) obtenus sur le circuit international de triathlon depuis 2001,.
| Année | Compétition                          | Pays        | Position | Temps           |
| ----- | ------------------------------------ | ----------- | -------- | --------------- |
| 2007  | Championnat d'Europe                 | Danemark    |          | 2 h 3 min 21 s  |
| 2007  | Coupe du monde - l'étape de Salford  | Royaume-Uni |          | 2 h 3 min 23 s  |
| 2005  | Ironman Autriche                     | Autriche    |          | 9 h 7 min 3 s   |
| 2004  | Jeux olympiques - Athènes            | Grèce       |          | 2 h 4 min 43 s  |
| 2004  | Championnat d'Europe                 | Espagne     |          | 1 h 57 min 31 s |
| 2003  | Ironman Autriche                     | Autriche    |          | 8 h 54 min 1 s  |
| 2003  | Coupe d'Europe - l'étape de Genève   | Suisse      |          | 2 h 13 min 53 s |
| 2003  | Coupe du monde - l'étape de Hambourg | Allemagne   |          | 1 h 54 min 38 s |
| 2001  | Triathlon International de Nice      | France      |          | 7 h 27 min 0 s  |